# Річард Лісвелд
Річард Арно Леслі Лісвелд (10 травня 1973, Вавервін) — нідерландський колишній футбольний арбітр, який судив у Ередивізі. Був у списку А, вищої категорії для арбітрів ФФН. Лісвелд був арбітром ФІФА з 2008 по 2016 роки. Зараз він працює на керівній посаді в логістичній компанії.

## Суддівська кар'єра
Лісвелд дебютував у професійному футболі 11 лютого 2001 року в матчі між ФК «Волендам» і «МВВ Маастрихт». Цьому матчу передувала хвилина мовчання через пожежу в кафе «Волендам». Він проводив фінал Суперкубок Нідерландів 2013 року та фінал Кубка Нідерландів 2014/15 у травні 2015 року очолював. У професійному футболі Лісвелд відсудив 379 матчів, з яких 197 — в Ередивізії та 131 — у Першому дивізіоні.
У складі бригади арбітра Бйорна Кейперса супроводжував чемпіонати Європи з футболу 2012 та 2016 років як п'ятий/шостий арбітр. Він також був частиною команди Куйперса на найвищому клубному рівні: на матчі за Суперкубок Європи 2001 року в Монако між «Барселоною» та «Порту», фіналі Ліги Європи 2013 року в Амстердамі між «Бенфікою» та «Челсі» та фіналі Ліги чемпіонів 2014 року в Лісабоні між «Реалом» та «Атлетіко».
Матч Першого дивізіону між СК Камбуур та НАК Бреда 25 листопада 2016 року став його останнім матчем. Після цього він вибув з основного складу суддів через травму спини. Лісвелд завершив кар'єру арбітра 15 квітня 2019 року..